# National Geographic Wild (Italia)
National Geographic Wild era un canale televisivo, di proprietà di Fox Networks Group Italy, che trasmetteva documentari con argomento principale la natura, l'ambiente e gli animali. Il canale è presente anche in Europa, Asia ed Australia. In Italia si trovava al canale 409 di Sky nel pacchetto Sky TV.
La voce ufficiale dei promo del canale era del doppiatore Francesco Cavuoto.

## Storia
Dal 1º dicembre 2011 il canale è trasmesso in formato panoramico 16:9. A partire dal 1º febbraio 2012 il canale ha incominciato a trasmettere in alta definizione. Il 28 settembre 2014 nasce il timeshift +1.
Dal 1º febbraio 2019 Nat Geo Wild diventa National Geographic Wild, rinnovando al contempo logo e grafiche.
Dal 1º aprile 2020 non è più disponibile su Now TV, rimanendo visibile solo su Sky.
Dal 9 settembre 2020 il canale è visibile esclusivamente in HD sul satellite.
Il 1º ottobre 2022 il canale, insieme a National Geographic, i rispettivi timeshift e BabyTV, cessa definitivamente le trasmissioni. I contenuti resteranno disponibili on demand sulla piattaforma streaming Disney+.

## Loghi

14 ottobre 2007 – 1º febbraio 2019
1º febbraio 2019 - 1º ottobre 2022